# Baljci (Federacja Bośni i Hercegowiny)
Baljci – wieś w Bośni i Hercegowinie, w Federacji Bośni i Hercegowiny, w kantonie dziesiątym, w gminie Tomislavgrad. W 2013 roku pozostawała niezamieszkana.